# Елі Даса
Елі Даса (івр. אלי דסה, нар. 3 грудня 1992, Нетанья) — ізраїльський футболіст, правий захисник  московського «Динамо» і національної збірної Ізраїлю.

## Клубна кар'єра
У дорослому футболі дебютував 2010 року виступами за команду клубу «Бейтар» (Єрусалим), в якій провів п'ять сезонів, взявши участь у 113 матчах чемпіонату і поступов ставши основним гравцем на позиції правого оборонця.
До складу клубу «Маккабі» (Тель-Авів) приєднався 10 серпня 2015 року, уклавши чотирирічний контракт. Протягом чотирьох сезонів відіграв 71 матч в ізраїльській першості, після чого його контракт завершився, і у липні 2019 Даса залишив «Маккабі». 
На початку вересня того ж 2019 року на правах вільного агента уклав трирічну угоди з нідерландським «Вітессом».

## Виступи за збірні
2007 року дебютував у складі юнацької збірної Ізраїлю, взяв участь у 23 іграх на юнацькому рівні.
Протягом 2010–2015 років залучався до складу молодіжної збірної Ізраїлю. На молодіжному рівні зіграв у 12 офіційних матчах. Зокрема, був учасником молодіжного чемпіонату Європи 2013 року.
2015 року дебютував в офіційних матчах за національну збірну Ізраїлю.

## Титул і досягнення
- Чемпіон Ізраїлю (1):

«Маккабі» (Тель-Авів): 2018-19
- Володар Кубка Тото (2):

«Маккабі» (Тель-Авів): 2017-18, 2018-19